# 點突變

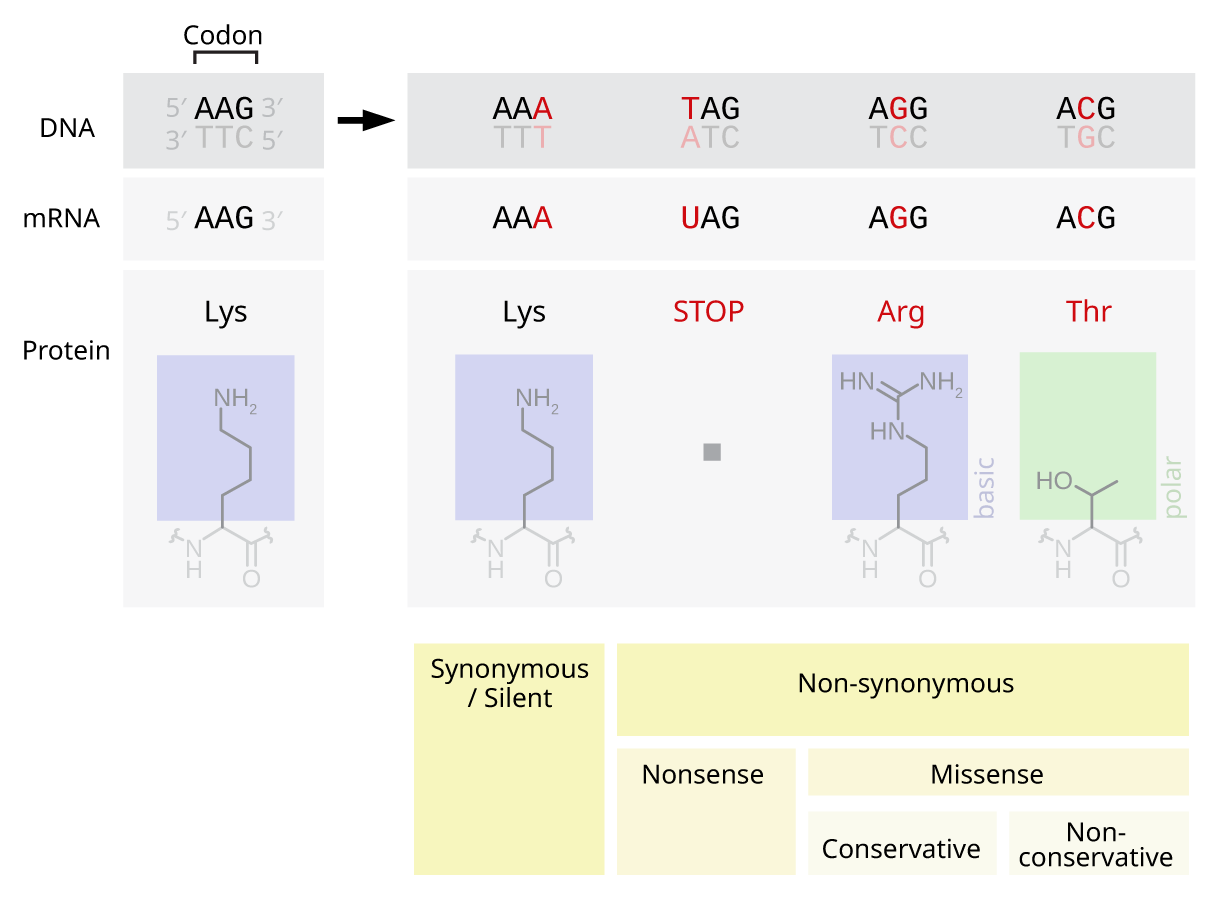
三种类型的点突变的图示。

點突變（英語：point mutation）是突變的一種類型，在遗传材料DNA或RNA中，會使單一個鹼基核苷酸替換成另一種核苷酸。通常这个术语也包括只有作用於單一鹼基對的插入或刪除。

## 点突变分类
點突變可依發生位置對基因功能的影響而作以下分類：

### 转换/颠换的分类

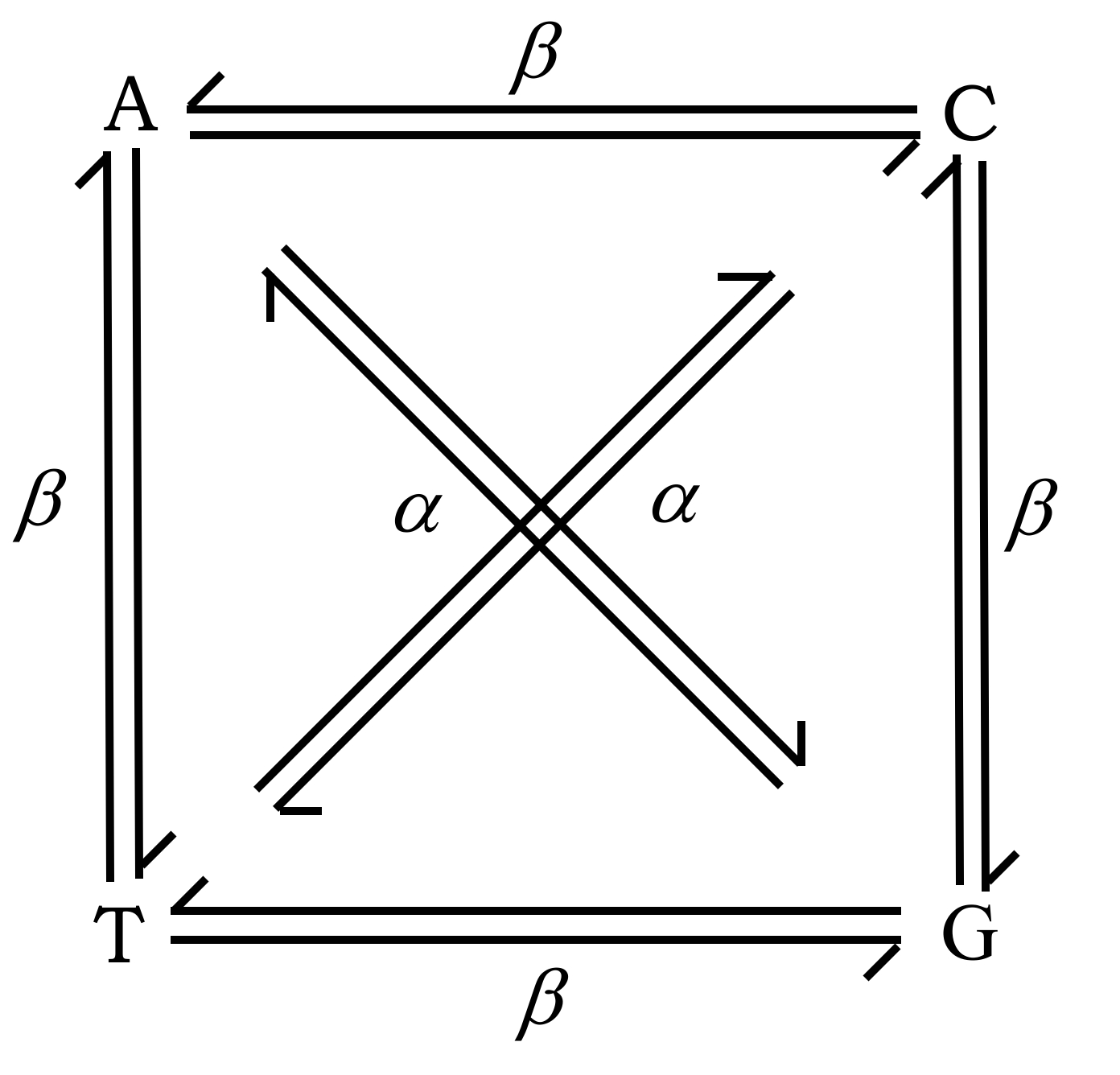
转换（Alpha）和颠换（Beta）。

1959年，恩斯特·福瑞斯將點突變細分成“转换”與“颠换”兩類型。
- 轉換突變：嘌呤替换另一个嘌呤，或嘧啶替换另一个嘧啶。
- 顛換突變：嘌呤替换嘧啶，或反之亦然。

转换（Alpha）和颠换（Beta）在突变速率有系统的差异。转换突变大于颠换突变约10倍以上。

### 功能的分类
- 無義突變（nonsense mutation）：使原本可製造蛋白質的密碼變成停止密碼。
- 错义突变（missense mutation）：使密碼所對應的氨基酸改變。
- 沉默突变（silent mutation）：密碼改變，但對應的氨基酸不變。

## 外部連結
- 醫學主題詞表（MeSH）：Point+Mutation